# Norr-Älgen
Norr-Älgen är en sjö i Hällefors kommun i Västmanland och ingår i Göta älvs huvudavrinningsområde. Sjön är 36 meter djup, har en yta på 10,7 kvadratkilometer och befinner sig 188 meter över havet. Sjön avvattnas av vattendraget Sikforsån. Vid provfiske har bland annat abborre, lake, löja och mört fångats i sjön.

## Delavrinningsområde
Norr-Älgen ingår i det delavrinningsområde (663398-143133) som SMHI kallar för Utloppet av Norr-Älgen. Medelhöjden är 210 meter över havet och ytan är 40,82 kvadratkilometer. Räknas de 22 avrinningsområdena uppströms in blir den ackumulerade arean 373,78 kvadratkilometer. Sikforsån som avvattnar avrinningsområdet har biflödesordning 3, vilket innebär att vattnet flödar genom totalt 3 vattendrag innan det når havet efter 361 kilometer. Avrinningsområdet består mestadels av skog (63 procent). Avrinningsområdet har 11,25 kvadratkilometer vattenytor vilket ger det en sjöprocent på 27,5 procent.

## Fisk
Vid provfiske har följande fisk fångats i sjön:
- Abborre
- Lake
- Löja
- Mört
- Nors
- Sik
- Siklöja
- Gädda